# 2002年冬季残疾人奥林匹克运动会加拿大代表团
2002年冬季残疾人奥林匹克运动会加拿大代表团是加拿大派出的2002年冬季残疾人奥林匹克运动会代表团。获得6枚金牌、4枚银牌和5枚铜牌。